# Angebotsinduzierte Nachfrage
Unter einer angebotsinduzierten Nachfrage versteht man im Gesundheitswesen die Ausweitung von Leistungen durch Ärzte. Es ist der Teil der Nachfrage, der über die originäre Nachfrage hinaus vom Nachfrager nachgefragt wird und auf die Intervention des Anbieters zurückgeht.
Das Informationsgefälle zwischen Arzt und Patient eröffnet dem Arzt die Möglichkeit, auf den Umfang der „Nachfrage“ seiner Leistungen zu seinem ökonomischen Vorteil Einfluss zu nehmen. Die Information des Patienten über die Notwendigkeit bestimmter Diagnose- und Therapiemöglichkeiten kann durch den Arzt beeinflusst werden. Die fehlende Beurteilungsfähigkeit des Patienten kann dazu führen, mehr Leistungen zu erbringen und abzurechnen, als medizinisch notwendig wären. Die Angebotsinduzierung wird auch gemäß einer vielzitierten Studie aus dem Kanton Bern auf die Arztdichte bezogen, wonach mehr Ärzte mehr Leistungen pro Patient erbringen. Die identischen Ergebnisse werden durch Forscher völlig unterschiedlich bewertet. Als Auslöser wird daneben der medizinische Fortschritt diskutiert. Hohe Investitionskosten für neue Geräte müssen sich amortisieren, was zur Erbringung nicht indizierter Leistungen verleitet. Die angebotsinduzierten Nachfrage steht in direkter Konkurrenz zur medizinischen Ethik.
Die Existenz der anbieterinduzierten Nachfrage ist bisher empirisch nicht belegt, wird also lediglich theoretisch begründet und letztlich nur vermutet. Diese Vermutung scheint durch die allgemeinen Probleme der
Sozialversicherungen aber so wichtig, dass sie zunächst als stimmig empfunden wird, da sie einen Grund für die Probleme der Sozialversicherungen zu identifizieren scheint.